# 雇佣劳动与资本
《雇佣劳动与资本》（德语：Lohnarbeit und Kapital）是卡尔·马克思在1847年发表的一篇演講，1849年4月首次以文章形式发表在《新莱茵报》上。它被广泛认为是马克思颇具影响力的论文《资本论》的前身。它通常与马克思1865年的演讲《价值、价格和利润》构成对应。1883年，一本俄文译本出版，附录第23章“资本主义积累的历史趋势”摘录了《资本论》第1卷。1885年，英文译本以小册子的形式首次出版。1885年，在马克思不知情的情况下，弗里德里希·恩格斯在霍廷根-苏黎世出版了一本以报纸文章为基础的小册子。德语版于1891年由恩格斯修订，并在前一年《反社会主义法》失效后由Vorwärts出版。1893年，1891年德语版的最新英文译本在伦敦出版。

## 主要内容
演讲和文章旨在“通俗”地介绍资本主义下的经济关系和阶级斗争的物质基础。这就意味着资产阶级在资本主义社会的阶级统治建立在对工人的奴役之上。剩余价值理论解释了工人阶级所经历的贫困。这部作品也代表了马克思在19世纪40年代末发展其理论的深度。它是马克思主义早期的理论表述，但确实提出了差异化劳动是资本主义通过资本主义的生产方式形成资本积累的条件。马克思认为资本主义是一个过渡的历史时期，最终会导致无产阶级革命。
本文研究的主要主题包括劳动、劳动力以及劳动力如何成为商品。介绍了劳动价值论，区分了劳动和劳动力。本文定义了商品一词，并探讨了供求经济原理如何影响某些商品的定价。除此之外，这篇文章还探讨了资本和资本主义除了获得更多资本之外，是如何不起任何作用的，马克思将其描述为一种不合逻辑的生活方式。